# Phyllagathis dichotoma
Phyllagathis dichotoma är en tvåhjärtbladig växtart som beskrevs av Carlo Hansen. Phyllagathis dichotoma ingår i släktet Phyllagathis och familjen Melastomataceae. Inga underarter finns listade i Catalogue of Life.